# جان دی آندرسون
جان دی آندرسون(به انگلیسی: John D. Anderson) (زاده۱ اکتبر ۱۹۳۷)، نمایشگاه‌گردان بخش آیرودینامیک موزه ملی هوافضا در مؤسسه اسمیتسونین در واشینگتن دی سی و عضو هیئت علمی بازنشسته گروه مهندسی هوافضای دانشگاه مریلند در کالج پارک است.

## زندگی‌نامه
جان دی آندرسون (جی آر) در روز ۱ اکتبر ۱۹۳۷ در لنکستر، پنسیلوانیا ایالات متحده به دنیا آمد. در سال ۱۹۵۳ به دانشگاه فلوریدا در گینس‌ویل راه یافت و در سال ۱۹۵۹ مدرک کارشناسی خود را در رشته مهندسی هوافضا (شاخه حمل و نقل هوایی) همراه با کسب افتخارات بسیار اخذ کرد. در همان سال به استخدام سازمان نیروی هوایی ایالات متحده درآمد و در آزمایشگاه تحقیقاتی هوافضای پایگاه نیروی هوایی رایت-پترسون واقع در دیتون اوهایو مشغول به کار شد و تا سال ۱۹۶۲ در همین منصب باقی ماند. در همین سال با بهره‌مندی از کمک هزینه تحصیلی بنیاد ملی علوم و سازمان ناسا، به دانشگاه ایالتی اوهایو در ایالت کلمبوس راه یافت. در سال ۱۹۶۶ آندرسون مدرک دکترای خود را در رشته مهندسی هوافضا و کیهان‌نوردی از دانشگاه ایالتی اوهایو اخذ کرد. در همین سال، او به عضویت پژوهشگاه تسلیحات نظامی نیروی دریایی در وایت اووک مریلند درآمد و به عنوان رئیس گروه ابر صوت مشغول فعالیت شد.
در سال ۱۹۷۳ آندرسون به عنوان رئیس گروه رشته مهندسی هوافضا، به دانشگاه مریلند پیوست. وی در سال ۱۹۸۰ به مرتبه استاد تمامی در رشته مهندسی هوافضا رسید. در سال ۱۹۹۹ بازنشسته شد و نامش در زمره اعضای هیئت علمی بازنشسته دانشگاه مریلند قرار گرفت. همچنین آندرسون از اعضای افتخاری گروه تاریخ دانشگاه مریلند نیز به‌شمار می‌رود.
در حال حاضر آندرسون نمایشگاه‌گردان بخش آیرودینامیک موزه ملی هوافضا در مؤسسه اسمیتسونین است.